# El Portal (California)
El Portal es un lugar designado por el censo ubicado en el condado de Mariposa en el estado estadounidense de California. En el año 2010 tenía una población de 474 habitantes.

## Geografía
El Portal se encuentra ubicado en las coordenadas 37°40′25″N 119°47′3″O / 37.67361, -119.78417.